# Argemone polyanthemos
Argemone polyanthemos là một loài thực vật có hoa trong họ Anh túc. Loài này được (Fedde) Ownbey mô tả khoa học đầu tiên năm 1958.

## Hình ảnh

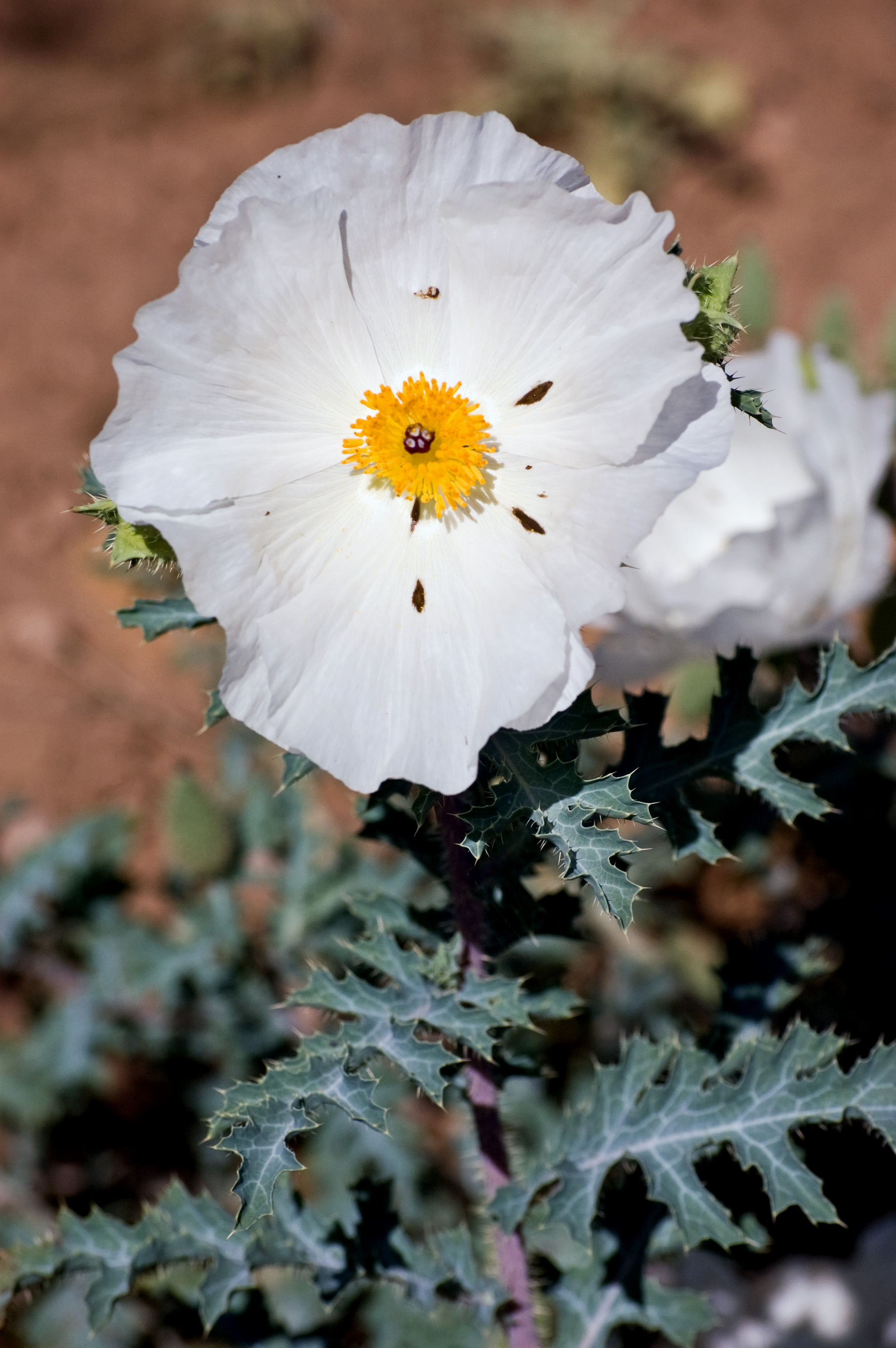